# Стенли куп плејоф 2011.
Стенли куп плејоф Националне хокејашке лиге (НХЛ) који је одигран 2011. године почео је 13. априла а завршен 15. јуна победом Бостон бруинса над Ванкувер канаксима, резултатом 4-3 у финалној серији. Овим тријумфом, Бостон бруинси стигли су до свог шестог Стенлијевог трофеја у овом такмичењу, првог од 1972.
Шеснаест тимова који су се пласирали у плејоф, по осам из обе дивизије, играли су елиминаторни турнир у серијама на четири добијене утакмице кроз четири фазе такмичења (четвртфинале конференције, полуфинале конференције, финале конференције и Стенли куп финале). Овај формат се примењује од плејофа 1999. године.
Голман бруинса Тим Томас добио је на крају плејофа Кон Смајтов трофеј као најкориснији играч елиминационог турнира (МВП).

## Учесници плејофа
У плејоф су се пласирали шампиони свих шест дивизија и по пет најбољих екипа из сваке конференције на основу коначне табеле након завршетка регуларног дела сезоне 2010/11, укупно 16 тимова, по осам из сваке конференције. Тимовима су додељене позиције 1-8 на основу пласмана у својој конференцији.
Филаделфија флајерси (Атлантик), Вашингтон капиталси (Југоисток), Бостон бруинси (Североисток), Детроит ред вингси (Централ), Сан Хозе шаркси (Пацифик) и Ванкувер канакси (Северозапад) били су шампиони својих дивизија по завршетку лигашког дела сезоне 2010/11. Ванкувер канакси су освојили и трофеј Президентс као најбоље пласирани тим лигашког дела такмичења (117 бодова).
Тимови који су се квалификовали за Стенли куп плејоф 2011. следе испод.
| Шампиони источних дивизија |                                    |        |
| #                          | Клуб                               | Бодови |
| (1)                        | Вашингтон капиталси (Југоисток)    | 107    |
| (2)                        | Филаделфија флајерси (Атлантик)    | 106    |
| (3)                        | Бостон бруинси (Североисток)       | 103    |
|                            |                                    |        |
| По пласману на Истоку      |                                    |        |
| #                          | Клуб                               | Бодови |
| (4)                        | Питсбург пенгвинси (Атлантик)      | 106    |
| (5)                        | Тампа Беј лајтнингси (Југоисток)   | 103    |
| (6)                        | Монтреал канадијанси (Североисток) | 96     |
| (7)                        | Бафало сејберси (Североисток)      | 96     |
| (8)                        | Њујорк ренџерси (Атлантик)         | 93     |

| Шампиони западних дивизија |                                |        |
| #                          | Клуб                           | Бодови |
| (1)                        | Ванкувер канакси (Северозапад) | 117    |
| (2)                        | Сан Хозе шаркси (Пацифик)      | 105    |
| (3)                        | Детроит ред вингси (Централ)   | 104    |
|                            |                                |        |
| По пласману на Западу      |                                |        |
| #                          | Клуб                           | Бодови |
| (4)                        | Анахајм дакси (Пацифик)        | 99     |
| (5)                        | Нешвил предаторси (Централ)    | 99     |
| (6)                        | Финикс којотси (Пацифик)       | 99     |
| (7)                        | Лос Анђелес кингси (Пацифик)   | 98     |
| (8)                        | Чикаго блекхокси (Централ)     | 97     |

## Распоред и резултати серија
| Четвртфинала конференција (прва рунда) |

| Источна конференција | Источна конференција | Источна конференција | Источна конференција | Источна конференција |
| -------------------- | -------------------- | -------------------- | -------------------- | -------------------- |
| (1)                  | Вашингтон капиталси  | 4-1                  | Њујорк ренџерси      | (8)                  |
| (2)                  | Филаделфија флајерси | 4-3                  | Бафало сејберси      | (7)                  |
| (3)                  | Бостон бруинси       | 4-3                  | Монтреал канадијанси | (6)                  |
| (4)                  | Питсбург пенгвинси   | 3-4                  | Тампа Беј лајтнингси | (5)                  |

| Западна конференција | Западна конференција | Западна конференција | Западна конференција | Западна конференција |
| -------------------- | -------------------- | -------------------- | -------------------- | -------------------- |
| (1)                  | Ванкувер канакси     | 4-3                  | Чикаго блекхокси     | (8)                  |
| (2)                  | Сан Хозе шаркси      | 4-2                  | Лос Анђелес кингси   | (7)                  |
| (3)                  | Детроит ред вингси   | 4-0                  | Финикс којотси       | (6)                  |
| (4)                  | Анахајм дакси        | 2-4                  | Нешвил предаторси    | (5)                  |

| Полуфинала конференција (друга рунда) |

| Источна конференција | Источна конференција | Источна конференција | Источна конференција | Источна конференција |
| -------------------- | -------------------- | -------------------- | -------------------- | -------------------- |
| (1)                  | Вашингтон капиталси  | 0-4                  | Тампа Беј лајтнингси | (5)                  |
| (2)                  | Филаделфија флајерси | 0-4                  | Бостон бруинси       | (3)                  |

| Западна конференција | Западна конференција | Западна конференција | Западна конференција | Западна конференција |
| -------------------- | -------------------- | -------------------- | -------------------- | -------------------- |
| (1)                  | Ванкувер канакси     | 4-2                  | Нешвил предаторси    | (5)                  |
| (2)                  | Сан Хозе шаркси      | 4-3                  | Детроит ред вингси   | (3)                  |

| Финала конференција |

| Источна конференција | Источна конференција | Источна конференција | Источна конференција | Источна конференција |
| -------------------- | -------------------- | -------------------- | -------------------- | -------------------- |
| (3)                  | Бостон бруинси       | 4-3                  | Тампа Беј лајтнингси | (5)                  |

| Западна конференција | Западна конференција | Западна конференција | Западна конференција | Западна конференција |
| -------------------- | -------------------- | -------------------- | -------------------- | -------------------- |
| (1)                  | Ванкувер канакси     | 4-1                  | Сан Хозе шаркси      | (2)                  |

| СТЕНЛИ КУП ФИНАЛЕ |                  |     |                |       |
| (З-1)             | Ванкувер канакси | 3-4 | Бостон бруинси | (И-3) |

| Шампиони 2011.                |
| ----------------------------- |
| Бостон бруинси (шеста титула) |

## Статистика

### Тимови
| Клуб                 | ОУ | П  | И  | ГД | ГП | ГДУ  | ГПУ  | ИВ   | ИМ    |
| -------------------- | -- | -- | -- | -- | -- | ---- | ---- | ---- | ----- |
| Бостон бруинси       | 25 | 16 | 9  | 81 | 53 | 3.24 | 2.12 | 11.4 | 84.4  |
| Ванкувер канакси     | 25 | 15 | 10 | 58 | 69 | 2.32 | 2.76 | 20.4 | 80.8  |
| Тампа Беј лајтнингси | 18 | 11 | 7  | 59 | 45 | 3.28 | 2.5  | 25.4 | 92.3  |
| Сан Хозе шаркси      | 18 | 9  | 9  | 51 | 58 | 2.83 | 3.22 | 19.2 | 76.3  |
| Детроит ред вингси   | 11 | 7  | 4  | 36 | 28 | 3.27 | 2.55 | 18.6 | 76.1  |
| Нешвил предаторси    | 12 | 6  | 6  | 33 | 34 | 2.75 | 2.83 | 12.5 | 70.0  |
| Вашингтон капиталси  | 9  | 4  | 5  | 23 | 24 | 2.56 | 2.67 | 14.3 | 86.8  |
| Филаделфија флајерси | 11 | 4  | 7  | 29 | 38 | 2.64 | 3.45 | 14.3 | 80.8  |
| Бафало сејберси      | 7  | 3  | 4  | 18 | 22 | 2.57 | 3.14 | 22.6 | 85.7  |
| Чикаго блекхокси     | 7  | 3  | 4  | 22 | 16 | 3.14 | 2.29 | 20.7 | 77.8  |
| Монтреал канадијанси | 7  | 3  | 4  | 17 | 17 | 2.43 | 2.43 | 22.2 | 100.0 |
| Питсбург пенгвинси   | 7  | 3  | 4  | 14 | 22 | 2.00 | 3.14 | 2.9  | 70.4  |
| Лос Анђелес кингси   | 6  | 2  | 4  | 20 | 20 | 3.33 | 3.33 | 20.8 | 91.3  |
| Анахајм дакси        | 6  | 2  | 4  | 20 | 22 | 3.33 | 3.67 | 36.4 | 77.8  |
| Њујорк ренџерси      | 5  | 1  | 4  | 8  | 13 | 1.60 | 2.60 | 5.0  | 81.3  |
| Финикс којотси       | 4  | 0  | 4  | 10 | 18 | 2.50 | 4.50 | 33.3 | 73.3  |

Статистика је преузета са званичног сајта НХЛ лиге.
(Легенда: ОУ-одигране утакмице; П-победе; И-изгубљене утакмице; ГД-дати голови; ГП-примљени голови; ГДУ-просек датих голова по утакмици; ГПУ-просек примљених голова по утакмици; ИВ-реализација играча више; ИМ-одбрана са играчем мање)